# Rolling Stone (Chile)
Rolling Stone Chile fue la edición destinada para aquel país de la revista estadounidense de música. Abarcaba contenidos locales, los cuales eran complementados con traducciones de los reportajes publicados en la edición de Estados Unidos.

## Historia
Desde 1998 llegaba a Chile la edición argentina de la revista Rolling Stone, la cual también se distribuye en Paraguay, Uruguay y Bolivia.
A partir de mayo de 2003, se inició la publicación de la edición chilena, bajo el alero de EDU Comunicaciones. Dado que era una subdivisión de la edición argentina, se continuó con la numeración de las ediciones argentinas.
Desde enero de 2006, la edición chilena de Rolling Stone es realizada por Publicaciones Lo Castillo, empresa perteneciente al diario El Mercurio.
En junio y noviembre de 2007 (ediciones número 111 y 116, respectivamente) se publicaron dos ediciones especiales de Rolling Stone Chile, celebrando los 40 años de la edición estadounidense. En ellas aparecieron versiones resumidas de los reportajes aparecidos en la edición de Estados Unidos.
A partir de la edición de julio de 2008 (número 124) comienza a ser publicada "Agenda Rolling Stone", un suplemento de pequeño formato, la cual contiene las secciones que antes aparecían al final de la revista (Libros, El Sitio, Qué Hay, etc.). Este suplemento retornó a la edición normal de Rolling Stone desde la edición de diciembre del mismo año, como una sección al final de la revista.
Desde enero de 2009, el formato de la revista cambia al estándar de la mayoría de las revistas (más pequeña y angosta y con lomo empastado en lugar de corchetes), siguiendo los pasos de la edición norteamericana.
La última edición de Rolling Stone Chile circuló en diciembre de 2011, luego que Publicaciones Lo Castillo y El Mercurio decidieran cerrar la edición local de la revista.